# Blepharosis
Blepharosis é um gênero de traça pertencente à família Arctiidae.